# Higher Than Here
Higher Than Here è il quarto album in studio del cantautore britannico James Morrison, pubblicato il 30 ottobre 2015.

## Tracce
Versione standard
1. Demons – 3:18
2. Stay Like This – 3:39
3. Heaven to a Fool – 4:16
4. Right Here – 3:51
5. Reach Out – 3:14
6. We Can – 3:43
7. Too Late for Lullabies – 4:16
8. Something Right – 3:49
9. Easy Love – 3:36
10. I Need You Tonight – 5:02
11. Just Like a Child – 3:17
12. Higher Than Here – 3:03

Versione Deluxe (tracce bonus)
1. In the Shadow of a Dream – 4:29
2. Naked With You – 3:30
3. Lonely People ((iLL BLU featuring James Morrison)) – 3:36

## Classifiche
| Paese             | Posizione più alta |
| ----------------- | ------------------ |
| Austria           | 33                 |
| Belgio (Fiandre)  | 78                 |
| Belgio (Vallonia) | 69                 |
| Germania          | 13                 |
| Italia            | 48                 |
| Paesi Bassi       | 15                 |
| Regno Unito       | 7                  |
| Svizzera          | 3                  |